# يو إف سي على إي إس بي إن: هولاند ضد برونسون
يو إف سي على إي إس بي إن: هولاند ضد برونسون (بالإنجليزية: UFC on ESPN: Brunson vs. Holland)‏ هو حدث لفنون القتال المختلطة نظمته يو إف سي، أُقيم في 20 مارس 2021، على يو إف سي أبيكس في إنتربرايز، نيفادا، جزء من منطقة لاس فيغاس الحضرية، الولايات المتحدة.